# Emanuel Linderholm
Johannes Emanuel Linderholm, född 4 april 1872 i Hakarps socken, död 8 augusti 1937 på Mössebergs sanatorium i Friggeråkers socken, var en svensk präst, teolog, kyrkohistoriker, liturg, och professor i Uppsala, tillika psalmförfattare. Linderholm var en känd företrädare för liberalteologin i Sverige.

## Biografi
Emanuel Linderholm föddes i den småländska väckelserörelsen som son till skomakaren, sedermera lantbrukaren Johannes Linderholm (1843–1905) och hans hustru Edla (1846–1875),  född Ekeblom . Uppväxten var fattig och syskonskaran stor. Genom vänners försorg fick Linderholm vid fyllda 20 möjlighet att flytta till Uppsala och avlägga studentexamen vid 25 års ålder. Han skrevs därefter in vid Uppsala universitet, där han avlade teologisk-filosofisk examen 1898, blev teologie kandidat 1905 och teologie licentiat 1908. Han kom i kontakt med den nya historisk-kritiska exegetiken som student för Erik Stave, som då var en auktoritet på Gamla Testamentet, och detta ledde Linderholm till fördjupade studier i kyrkohistoria. År 1911 disputerade han med en avhandling om Sven Rosén och pietismen och blev docent samma år.
Linderholm var januari till maj 1913 tillförordnad professor i kyrkohistoria, var 1914–1919 lärare i symbolik och uppehöll examination för licentiatexamen i detta ämne samt promoverades 1915 till teologie doktor. Den 19 maj 1918 prästvigdes han i Uppsala och verkade som professor i kyrkohistoria vid universitetet från 1919 till 1937, bara några månader innan han avled. Från 1919 var han även ledamot av Uppsala domkapitel samt ordförande för Kyrkohistoriska föreningen.
Efter många år som produktiv författare av verk om folklig religiositet och vidskepelse, samt om den svenska statskyrkans historia, fördes Linderholm över till en, med hans egna ord, radikal teologi, vilket tog sig uttryck i att han ville omtolka evangelierna för att rensa dem på inflytande från Paulus, de vedertagna tolkningarna om jungfrufödseln, Jesu under och uppståndelse från de döda, att Jesu död räddat människan från hennes synder, samt delar av Moseböckerna. Kvar ville han ha kärleksbudskapet från kristendomen. I denna strävan skapade han en ny liturgi för Svenska kyrkan i arbeten som Svensk högmässa (1926), samt grundade Sveriges Religiösa Reformförbund 1929 med tidskriften Religion och kultur. Linderholm finns representerad i Den svenska psalmboken 1986 med tre verk (nr 144, 246 och 271).
Teologiskt företrädde således Linderholm den så kallade liberalteologin. Politiskt sympatiserade han med nazismen och var medlem i Samfundet Manhem och Nysvenska rörelsen.
Linderholm gifte sig 15 juni 1924 i Uppsala med läkaren med. lic. Anna Ingeborg Allenberg (1891–1972) . De är gravsatta i en gemensam grav på Uppsala gamla kyrkogård .